# Comuna Balta Doamnei, Prahova
Balta Doamnei este o comună în județul Prahova, Muntenia, România, formată din satele Balta Doamnei (reședința), Bâra, Curcubeu și Lacu Turcului.

## Etimologie
Denumirea localității provine de la doamna lui Matei Basarab, în urma luptelor acestuia cu domnitorul Moldovei, Vasile Lupu, de pe apa Nenișorului. Doamna Elina avea aici bălți și heleșteie cu pește, localitatea numindu-se inițial Curcubeu Doamnei. Marele Dicționar Geografic al Romîniei consemnează însă altă origine, în legătură cu doamna Stanca, soția lui Mihai Viteazul, care și ea ar fi fost proprietară a moșiei.

## Așezare
Comuna Balta Doamnei se află în extremitatea sudică a județului, la limita cu județul Ilfov, pe malul stâng al râului Ialomița. Este străbătută de șoseaua județeană DJ100B, care o leagă spre vest de Gorgota (unde se intersectează cu DN1), și spre est de Gherghița, Drăgănești (unde se intersectează cu DN1D) și Fulga.
Se învecinează la est cu comuna Gherghița, la nord cu comuna Olari, la vest cu satul Potigrafu, iar la sud cu Siliștea Snagovului.

## Demografie
Componența etnică a comunei Balta Doamnei
     Români (91,41%)
     Alte etnii (8,59%)
Componența confesională a comunei Balta Doamnei
     Ortodocși (88,21%)
     Alte religii (3,16%)
     Necunoscută (8,64%)
Conform recensământului efectuat în 2021, populația comunei Balta Doamnei se ridică la 2.374 de locuitori, în scădere față de recensământul anterior din 2011, când fuseseră înregistrați 2.652 de locuitori. Majoritatea locuitorilor sunt români (91,41%). Din punct de vedere confesional, majoritatea locuitorilor sunt ortodocși (88,21%), iar pentru 8,64% nu se cunoaște apartenența confesională.

## Politică și administrație
Comuna Balta Doamnei este administrată de un primar și un consiliu local compus din 11 consilieri. Primarul, Alexandru Vasile[*], de la Partidul România în Acțiune, este în funcție din 1 noiembrie 2024. Începând cu alegerile locale din 2024, consiliul local are următoarea componență pe partide politice:
|  | Partid                      | Consilieri | Componența Consiliului | Componența Consiliului | Componența Consiliului | Componența Consiliului |
|  | --------------------------- | ---------- | ---------------------- | ---------------------- | ---------------------- | ---------------------- |
|  | Partidul Social Democrat    | 4          |                        |                        |                        |                        |
|  | Partidul România în Acțiune | 4          |                        |                        |                        |                        |
|  | Partidul Național Liberal   | 2          |                        |                        |                        |                        |
|  | Partidul Puterii Umaniste   | 1          |                        |                        |                        |                        |

## Istorie
În anul 1889 comuna Balta Doamnei este oferită regelui Carol I, fiind una dintre cele 12 domenii ale Coroanei.
La sfârșitul secolului al XIX-lea, principalul proprietar era Administrația Domeniilor Coroanei, care a înființat în comună o biserică și o școală frecventată în anul școlar 1892–1893 de 43 din cei 151 de copii de vârstă școlară din comună. Pe atunci comuna avea 1273 de locuitori și era formată din satele Balta Doamnei, Curcubeul și Lacul-Turcului, fiind mărginită de râurile Prahova și Ialomița. Tot atunci, satul Bâra, cu 456 de locuitori, făcea parte din comuna Lipia-Bojdani, plasa Znagovul, din județul Ilfov.
Anuarul Socec din 1925 consemnează comuna în aceeași componență, în plasa Câmpul a aceluiași județ, și cu o populație de 2107 locuitori. În 1931, comunei i-a fost arondat și satul Bâra, anterior în comuna Lipia-Bojdani județul Ilfov.
În 1950, comuna a fost trecută în subordinea raionului Ploiești, din regiunea Prahova și apoi regiunea Ploiești. În 1968, comuna Balta Doamnei a revenit la județul Prahova, reînființat.

## Monumente istorice
În comuna Balta Doamnei se află biserica de lemn „Sfinții Trei Ierarhi” (secolele al XVII-lea–al XVIII-lea), monument istoric de arhitectură de interes național.
În rest, alte două obiective din comună sunt incluse în lista monumentelor istorice din județul Prahova ca monumente de interes local: situl arheologic de la Lacu Turcului, ce cuprinde așezări din neolitic și din secolele al V-lea–al VII-lea e.n.; și casa Niculina Manolache (sfârșitul secolului al XIX-lea) din satul Curcubeu.

## Stemă
În ședința ordinară a Consiliului Local al comunei Balta Doamnei din data de 27 februarie 2004 a fost însușit proiectul de stemă al comunei, prin hotărârea nr. 6 în următoarea poziție ierarhică:
- în șef, tabla de șah a familiei Hohenzollern;
- in câmp de azur, blazonul Doamnei Elina, soția lui Matei Basarab.

## Personalități născute aici
- Stelian Popescu (1875 - 1953), jurist, om politic, jurnalist.